# テレンス・ハンベリー・ホワイト

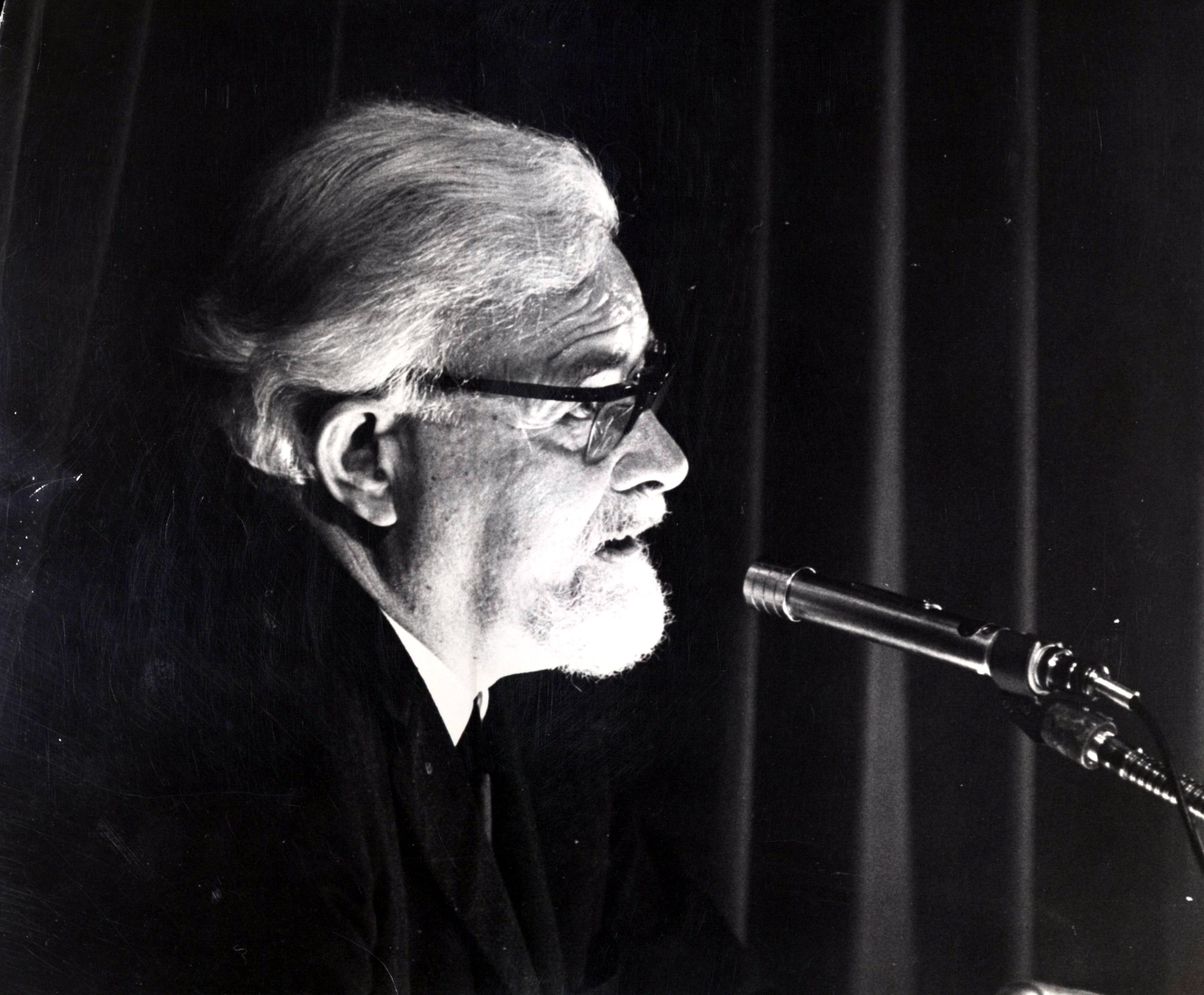

テレンス・ハンベリー・ホワイト（Terence Hanbury White, T. H. White、またはT・H・ホワイト、1906年5月29日 - 1964年1月17日）は、イギリスの小説家である。

## 略歴
インドのムンバイに生まれる。両親はイギリス人。彼はイギリスのチェルトナム大学とクイーンズ・カレッジで教育を受けて、1930年から1936年までストウ・スクールで英語教師を務めている。
アーサー王伝説を題材とした小説シリーズ『永遠の王』が1958年に初めて出版されたのが有名な全四部である。彼の最も忘れ難い作品のひとつは、1938年に出版の『永遠の王』シリーズ第一部である「石に刺さった剣（The Sword in the Stone）」。後から映画化が行われることもあり、1963年の『王様の剣』と1967年の『キャメロット』などが知られている。
1964年1月17日、ギリシャのピレウスで死去。享年57歳。

## 日本での翻訳書
- 『永遠の王 アーサーの書 上』（森下弓子／訳、東京創元社〈創元推理文庫〉、1992年1月31日初版発行）ISBN 4-488-54901-2
- 『永遠の王 アーサーの書 下』（森下弓子／訳、東京創元社〈創元推理文庫〉、1992年1月31日初版発行）ISBN 4-488-54902-0